# Paolo Piromalli
Paolo Piromalli (Siderno, 1592 – Bisignano, 12 luglio 1667) è stato un arcivescovo cattolico, missionario e scrittore italiano dell'Ordine dei frati predicatori, autore di un dizionario armeno, studioso in medicina e traduttore di libri sacri.

## Biografia
Studia a Napoli ritornato in Calabria, entra nel convento di San Giorgio Morgeto, per passare successivamente nel Convento di Soriano Calabro, diventato sacerdote fonda un convento a Siderno poi semidistrutto nel 1783 da un terremoto; in seguito l'edificio fu utilizzato come sede del Comune. Chiamato a Roma riceve l'incarico dell'educazione dei novizi romani.
Buon conoscitore delle lingue mediorientali, viene nominato il 31 maggio 1631 missionario apostolico dell'Armenia maggiore nella sede di Naxivanl' attuale Naxçıvan. Raggiunge la sede arcivescovile nel 1632 dove viene imprigionato per due anni: in carcere inizia a comporre un vocabolario armeno con trentacinquemila vocaboli.
Nel 1634 papa Urbano VIII ne ottiene la liberazione, riprende l'attività pastorale e riesce a convertire il patriarca Ciriaco poi diventato vescovo della diocesi armena, e il patriarca Moisè III.
Viaggia moltissimo, in India, Malabar, nel 1635 va in Georgia, Polonia e Costantinopoli. Nel 1639 torna a Roma e presenta al papa le tre opere scritte in armeno:
- Il lessico scritto in carcere.
- Il direttorio teologico
- La grammatica armena.

Nel 1654 si trova in Africa attivo nell'evangelizzazione di alcune tribù.
Nel 1655 è eletto arcivescovo di Naxivan. Nel 1665 torna in Italia perché nominato arcivescovo ad personam di Bisignano.
Muore nel 1667.

## Genealogia episcopale
La genealogia episcopale è:
- Cardinale Guillaume d'Estouteville, O.S.B.Clun.
- Papa Sisto IV
- Papa Giulio II
- Cardinale Raffaele Riario
- Papa Leone X
- Papa Paolo III
- Cardinale Francesco Pisani
- Cardinale Alfonso Gesualdo
- Papa Clemente VIII
- Cardinale Pietro Aldobrandini
- Cardinale Laudivio Zacchia
- Cardinale Antonio Barberini, O.F.M.Cap.
- Cardinale Marcantonio Franciotti
- Arcivescovo Paolo Piromalli, O.P.